# Edgard Maxence
Pour les articles homonymes, voir Maxence.
Edgard Maxence (né Edgar Henri Marie Aristide Maxence à Nantes le 17 septembre 1871 et mort à La Bernerie-en-Retz en 1954) est un peintre symboliste français.

## Biographie

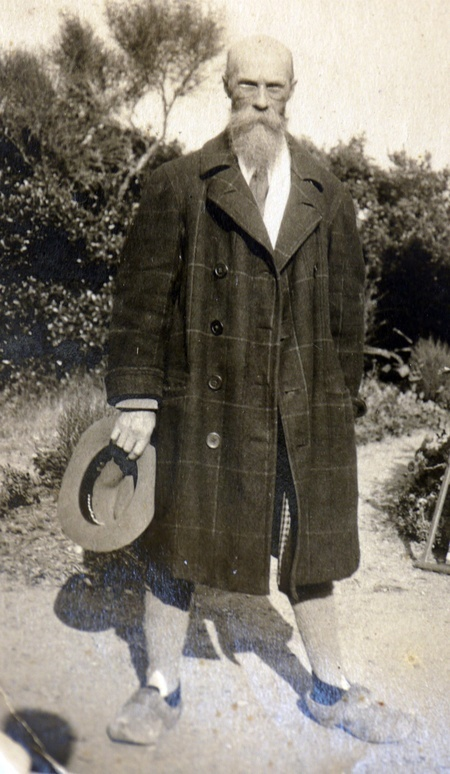
Edgard Maxence, photographie anonyme non localisée.

Edgard Henri Marie Aristide Maxence est le fils d'Henri Maxence et d'Estelle Boquien. Marié avec Julienne Babin, fille du négociant Jules Léon Babin et de Marie Eudoxie Béhic (petite-fille de Michel Behic), il est le beau-père de Roland Balaÿ.
Élève de Jules-Élie Delaunay et de Gustave Moreau à l'École des beaux-arts de Paris, Edgard Maxence expose à partir de 1894 au Salon des artistes français. Après diverses mentions et une médaille d'or à l'Exposition universelle de 1900, il reçoit une médaille d'or en 1914.
Son goût pour les scènes médiévales idéalisées et leur esthétique symboliste lui valent d'être invité à exposer au Salon de la Rose-Croix de 1895 à 1897. Sa technique allie une pâte relativement épaisse et maçonnée à une certaine pureté des lignes. Comme Armand Point, il utilise la tempera (Les Fleurs du lac, 1900) ou les fonds d'or qui accentuent l'aspect primitif de scènes mystiques en dépit du traitement réalistes des visages (Concert d'anges, 1897, Beauvais, musée départemental de l'Oise), mais il utilise aussi la cire mélangée à l'huile. Son succès l'incitera à multiplier les portraits et paysages d'inspiration symboliste bien après l'extinction de ce mouvement.
Edgard Maxence a notamment dessiné les cartons de trois grandes mosaïques murales ornant la basilique Notre-Dame-du-Rosaire de Lourdes.
Chevalier de la Légion d'honneur en 1900, il est élevé au grade d'officier en 1927. Il est élu à l'Institut en 1924.

## Collections publiques
- Paris, musée d'Orsay
  - Héraclès détruit les oiseaux de Stymphale, 1896, huile sur toile[6]
  - Femme à l'Orchidée, 1900, huile sur toile[7]
  - Tête de jeune fille, 1932, huile sur bois d'acajou[8]
  - Fleurs des champs, ou Fleurs dans un vase, vers 1950, huile sur isorel[9]
  - Roses dans une tasse, huile sur isorel[10]
  - La Légende bretonne, 1906, huile sur toile[11]
  - Tête de Jeune fille, acquis par l'Etat en 1932, huile sur panneau d'acajou[12]

- Musée d'Arts de Nantes
  - L'Âme de la forêt, 1898[13]
  - La liseuse dans le parc du château, 1906[14]
  - Les oraisons, dessin circa 1914[14]
  - L'écossais, 1917[14]
  - La Famille  Roy, 1897[15]
- Poitiers, musée Sainte-Croix : Sérénité, dépôt du musée d'Orsay à Paris, huile sur bois[16]
- Musée des Beaux-Arts de Brest : Portrait de femme en prière ou La prière bretonne, acquise en 2015[17]
- École nationale supérieure des beaux-arts : L'attente, 1894[18]
- Musée des Beaux-Arts de Rennes : Portrait de jeune fille, dessin, circa 1900[19]
- Musée des Beaux-Arts de Bordeaux :  Le Livre de Paix, acquis en 1932[20]

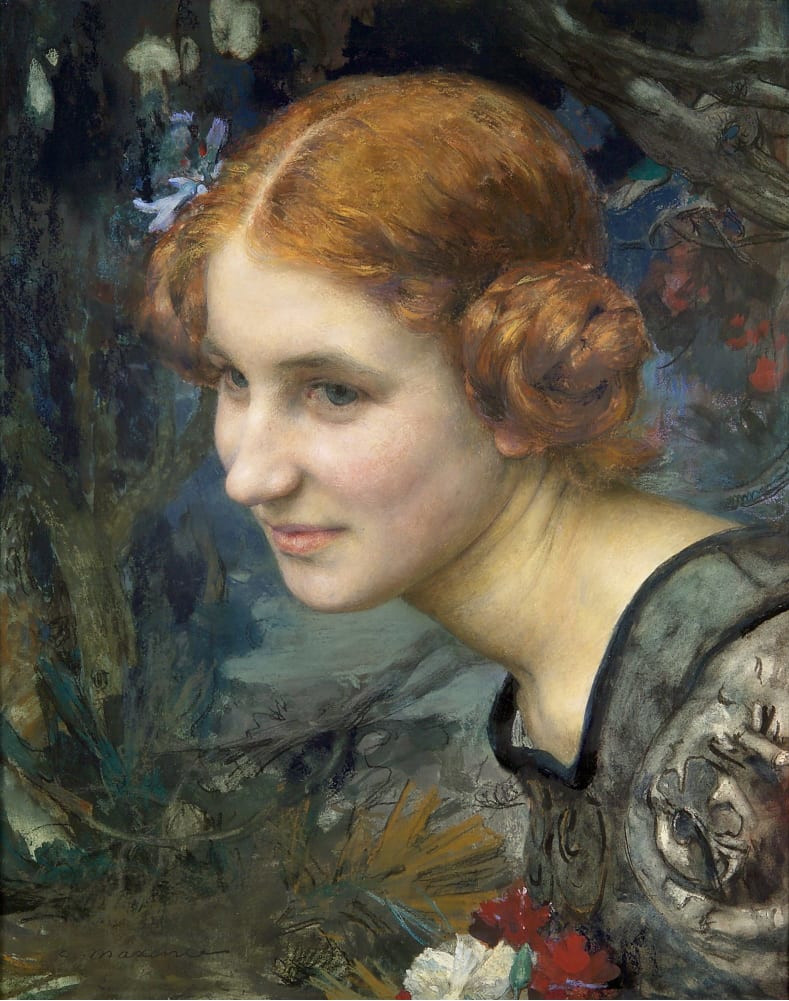
Portrait de jeune femme, c. 1896
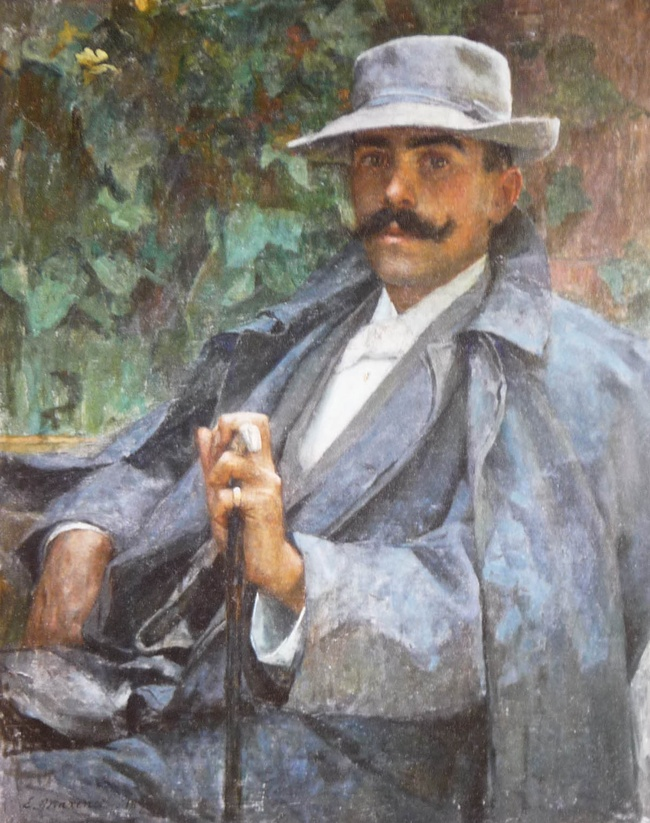
Son oncle Donatien Boquien, 1898
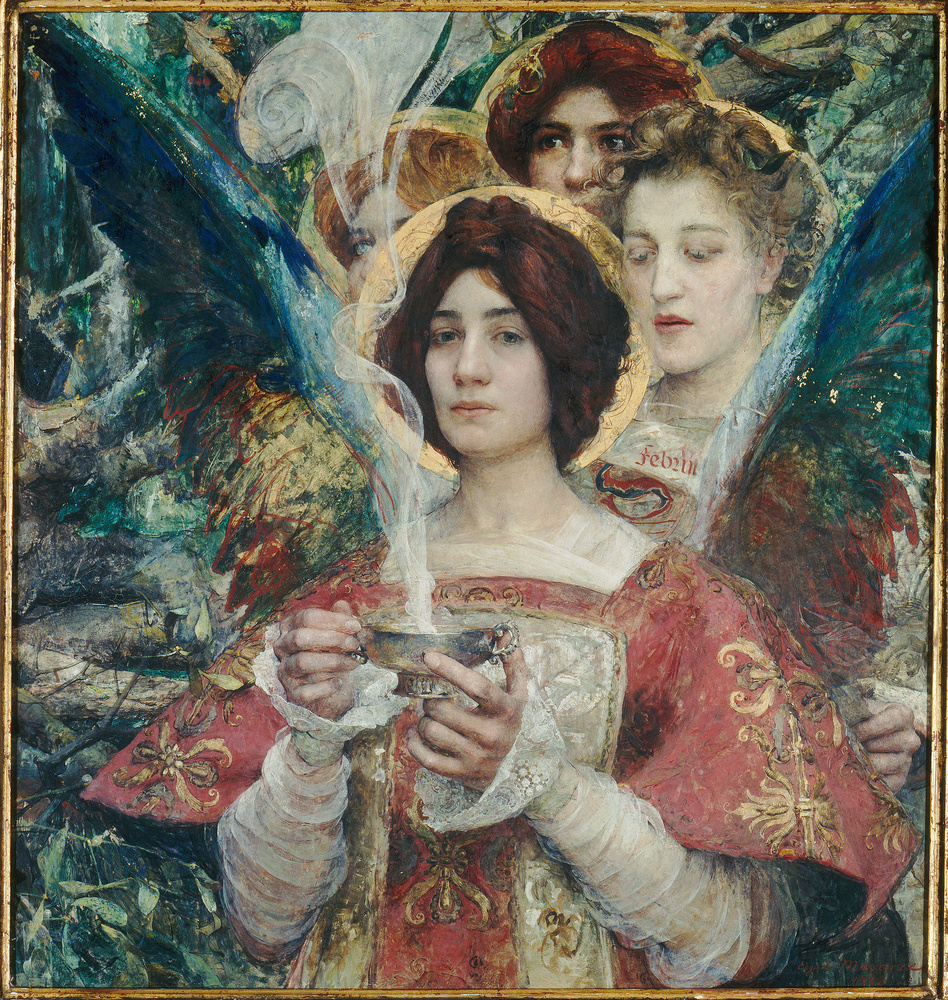
L'Âme de la forêt, 1898
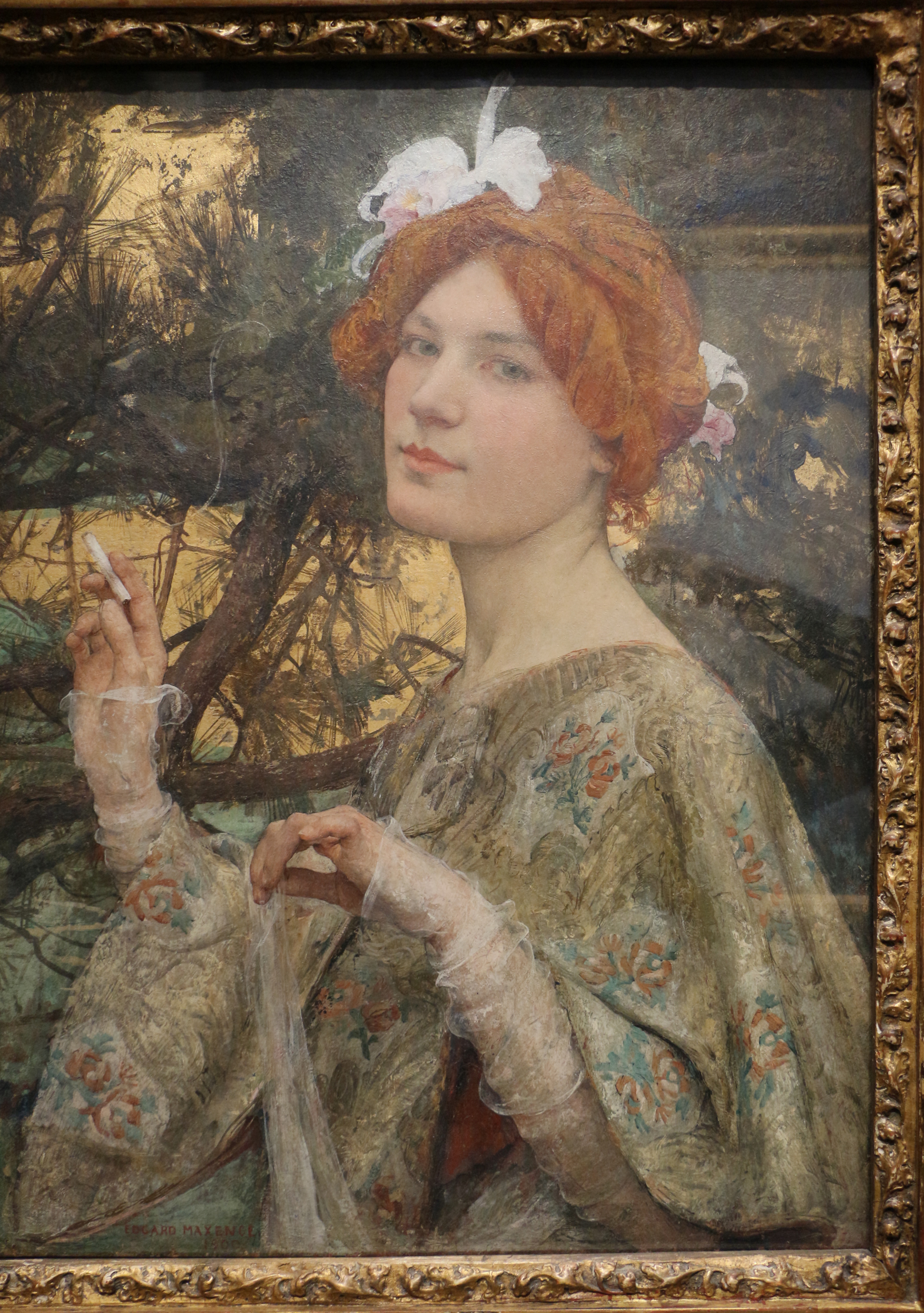
Femme à l'orchidée, 1900, musée d'Orsay
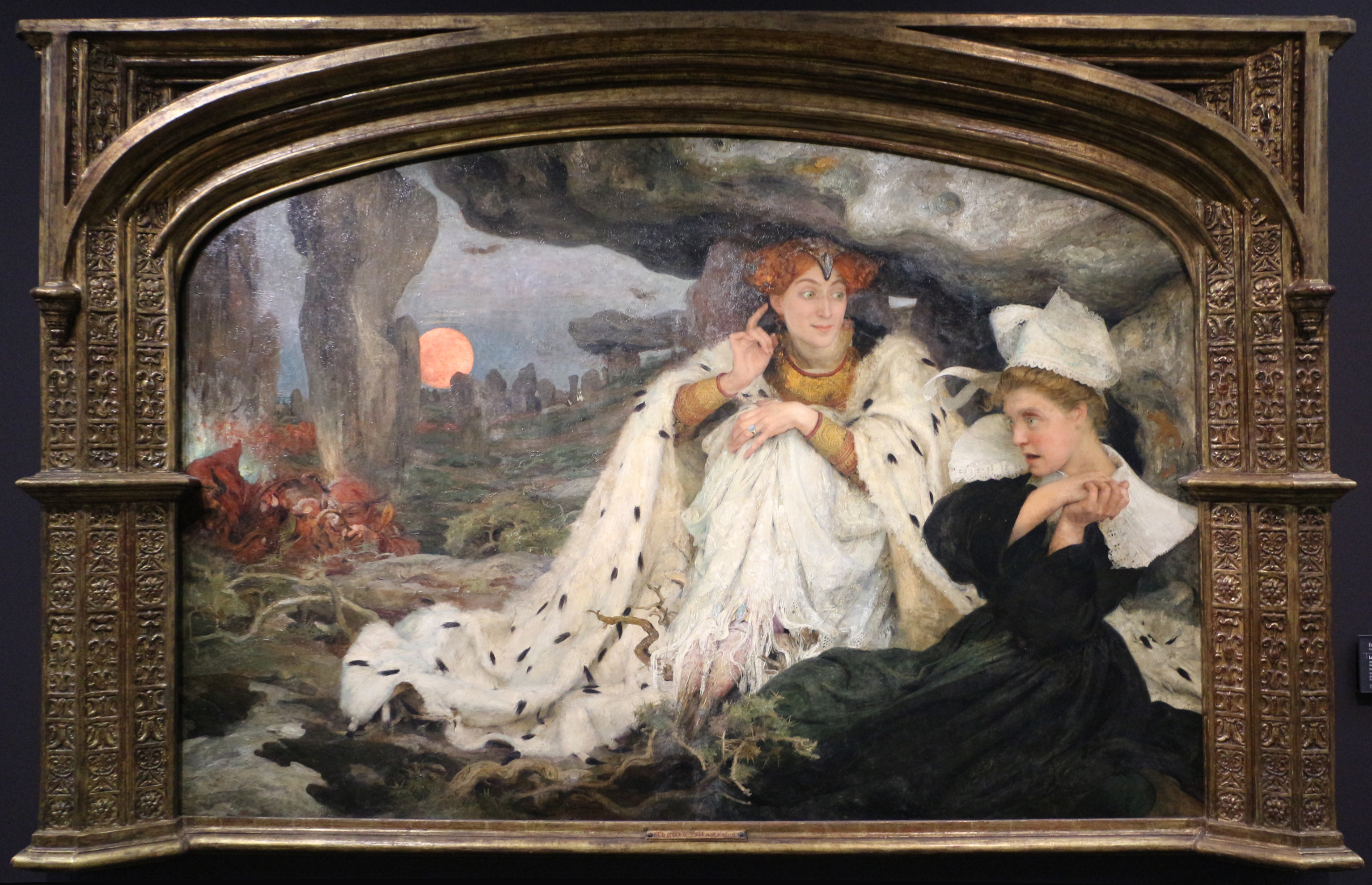
La légende bretonne, 1906, musée d'Orsay
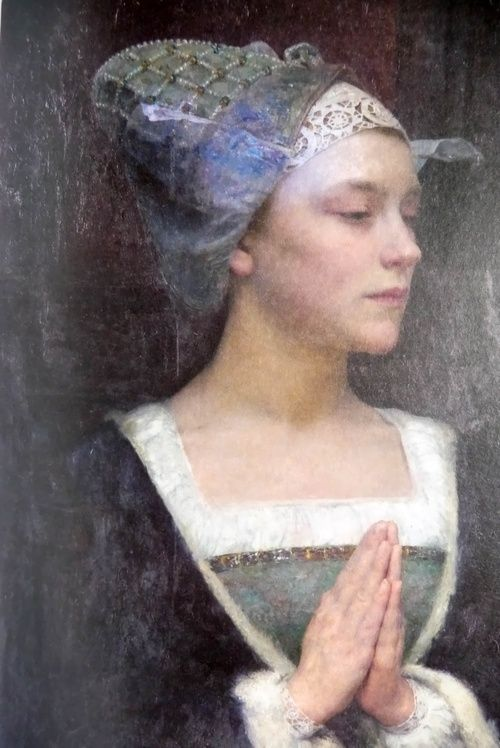
Sérénité, 1912